# Thermopolis
Thermopolis, arapaho: Xonoú'oo', är en stad i centrala delen av delstaten Wyoming i USA, och huvudort och största stad i Hot Springs County. Staden hade 3 009 invånare vid 2010 års folkräkning. 
Staden ligger på västra stranden av Bighorn River i Hot Springs State Park och är känd för sina varma källor, som är fritt tillgängliga för allmänheten. Namnet Thermopolis betyder också "den varma staden" på grekiska. Staden är även hem för Wyoming Dinosaur Center, känt för att ha Amerikas enda archaeopteryxfossil.
Genom staden passerar U.S. Route 20.
Förorten East Thermopolis på östra sidan av Bighorn River utgör administrativt en självständig stad.

## Kända invånare
- Dave Freudenthal (född 1950), demokratisk politiker, Wyomings guvernör från 2003 till 2011.